# 諫早陣屋
諫早陣屋（いさはやじんや）は、長崎県諫早市東小路町（旧肥前国高来郡諫早）にあった陣屋である。

## 概要
隣接した諫早城（現在の諫早公園）を居城としていた諫早茂門（佐賀藩重臣、龍造寺氏支族）が元禄12年（1699年）に至り老朽化が進む城の維持が困難となったため、城を廃してその東麓に新しく築いた陣屋である。その後は明治に至るまで代々諫早氏に伝えられた。
廃藩置県後は陣屋の建物をそのまま学校に転用したが、1923年（大正12年）に校舎を新築するため現在も残る御書院を除いて解体された。

## 現況
陣屋跡は長崎県立諫早高等学校・附属中学校の構内になっており、遺構としては同校内に前述の御書院と庭園が残されている。